# 雄勝法印神楽
雄勝法印神楽（おがつほういんかぐら）は、宮城県石巻市（旧・雄勝町）に伝わる民俗芸能の神楽。

## 概要
1952年に雄勝町の無形文化財に、1996年12月20日に重要無形民俗文化財に指定され、旧雄勝町の出身者により構成されている雄勝法印神楽保存会により伝承されている。その由来は出羽三山・羽黒山の羽黒派の修験者により伝えられたとされ、山伏神楽の系統を継いでいる。そのため、元々は、羽黒派の神楽師の個々が祭りに呼ばれ奉納する形態であった。現在は、氏子より斎主である宮司が神楽奉納を依頼され、宮司が法印と呼ばれる神楽師を地区の情勢に合わせ招聘し、旧雄勝町内の各神社の春・秋の祭で奉納される。毎年定期的に行われるものとして、東日本大震災以前は、旧暦2月18日に船越の船魂神社をはじめ旧暦3月15日に大須の八幡神社、旧暦3月16日に熊沢の五十鈴神社、旧暦3月19日に桑浜の白銀神社など旧雄勝町内九ヶ所の神社が、3、4年目ごとに行われるものとして、旧暦4月8日に大浜の石神社、4月29日に明神の塩釜神社など旧雄勝町内六ヶ所が、合わせて十五ヶ所の神社祭礼などで公開されていた。現在は、旧暦3月15日に大須の八幡神社、旧暦3月16日に熊沢の五十鈴神社、旧暦3月19日に桑浜の白銀神社が毎年行われており、船越、立浜は休止中、3、4年目ごとに行われるものとして、大浜の石神社・葉山神社、10月19日に雄勝の新山神社となっている。
古くは、山伏神楽や大乗（大償）神楽と呼ばれていたことが、雄勝の修験「市明院」千葉家所蔵の古書に記されているほか、大乗法印神楽とか、例大祭での神楽奉納では、演目「岩戸開」を必ず舞うこととされていることから、岩戸神楽とも呼ばれていた。
鳴り物は、太鼓（宮太鼓）2台と横笛1本で、囃子を構成しており、叙情豊かにして迫力のある音で舞を演出する。
旧雄勝町には、大浜の「市明院」千葉家、雄勝の「金剛院」小田家、大須の「大性院」阿部家が存在していた。そのうち大須の「大性院」は、町政施行以前に廃絶し、雄勝の「金剛院」は平成の終期に幕を閉じたが、大浜の「市明院」千葉家は、現在も神職として血脈を維持し活動している。
一ヶ所の祭典に招聘される神楽師の人数はおおよそ10名であることから、神楽師全員がそろい踏みするのは、大浜の「市明院」千葉家の拠点である石（いその）神社・葉山神社で行われる例大祭でもなかなかないことである。

## 雄勝法印神楽保存会
この起源は1912年（大正元年）に結成された「十五浜神楽団」であり、1951年（昭和26年）に「雄勝神楽保存会」と名称を変更した後、1976年（昭和51年）現在の「雄勝法印神楽保存会」に再編された。
2024年9月30日時点での会長は千葉文彦である。